# فيكتور مانويل ألبورنوز
فيكتور مانويل ألبورنوز هو مؤرخ إكوادوري، ولد في 23 مارس 1896، وتوفي في 26 أكتوبر 1975.